# 異教
異教，指不同的教。
有兩種含義：

各種異教信仰符號

1. 第一種含義是指不同的文化教俗，如「五帝殊禮，三王異教」[1]。
2. 第二種含義是指站在一種文化教俗的角度稱其他不同的教為異教，即不同的外教。這種含義又分成三種情況：
  1. 第一種情況是將不同于自己文化教俗的國外的教稱為異教，中國人將不同于中國文化教俗的外國的教稱為異教[2]；
  2. 第二種情況是同一個社會的不同思想教派將其他的教稱為異教。
  3. 第三种情况是信仰任何不同于主要宗教（如佛教，伊斯蘭教等）的宗教信仰，音译为徘艮宗教。[3]

广义上特指非主要宗教（亞伯拉罕，印度宗教等）的诸宗教，包括适此定义的现当代新宗教如大本教。稍为狭义则指非主要宗教中的原始宗教形式，特别是充斥着巫、多神、萨满、民族神话元素的具有代表性的原始宗教如雅兹迪，及由这类宗教派生的现当代新宗教如白教。最狭义的用法是指欧洲民族，特别是日耳曼、北欧、凯尔特、斯拉夫、古希腊罗马及南欧等民族的非亚伯拉罕系民族原生宗教，及基于这些欧洲原生宗教的现当代新宗教如威卡教、日耳曼新異教運動等。
以英语中的习惯为例，亚伯拉罕诸宗教指“别的宗教信徒”的诸名词，如"Pagans", "Heathens", "Infidels", "Kafirs/Kufar", "Goyim"，通常界限较为模糊。甚至有时两个亚伯拉罕系宗教如基督教与伊斯兰教，会互相把对方的信徒称为"Heathens", "Infidels", "Kufar"。 
異教一詞在一些宗教中被使用。例如佛教稱佛教以外的婆罗门教、耆那教、顺世论、道教、基督教、伊斯蘭教等等非佛教的思想流派、宗教都称為異教或外道。在印度，因為外道做了一幅釋迦牟尼佛跪倒在他們的裸體神靈腳下的繪畫，阿育王一怒之下將數以萬計的分那婆陀那國外道殺了。後來有一個外道弟子還繼續畫釋迦牟尼佛跪在裸體神腳下，阿育王大怒，将該人全家處以火刑，阿育王認為外道一直羞辱釋迦牟尼佛，實在怒不可遏，直接宣布懸賞，每一個外道的首級，可換一個金幣；亦曾因佛教僧侶不與外道一起和合說戒，而屠殺了都城內的佛教僧侶。據記載因為此事導致阿育王的老師亦被當是外道屠殺了，於是阿育王後悔了，之後的他也再没有迫害其它教派的具體記載，相反对婆罗门教和耆那教也予以慷慨捐助。所以後來的人都認為阿育王强调宽容和非暴力主义，稱他在民众的欢呼声中统治了长达41年的时间。
由於亞伯拉罕諸教的教義對於神學方面的排他性與不妥協性，猶太教、基督教、伊斯蘭教之間互相稱對方為異教徒，而又將所有不信亞伯拉罕諸教的人在更大規格上稱為異教徒。

## 相關
- 外道
- 異端
- 宗教迫害
- 不信者
- 邪教